# Pocta Václavu Havlovi

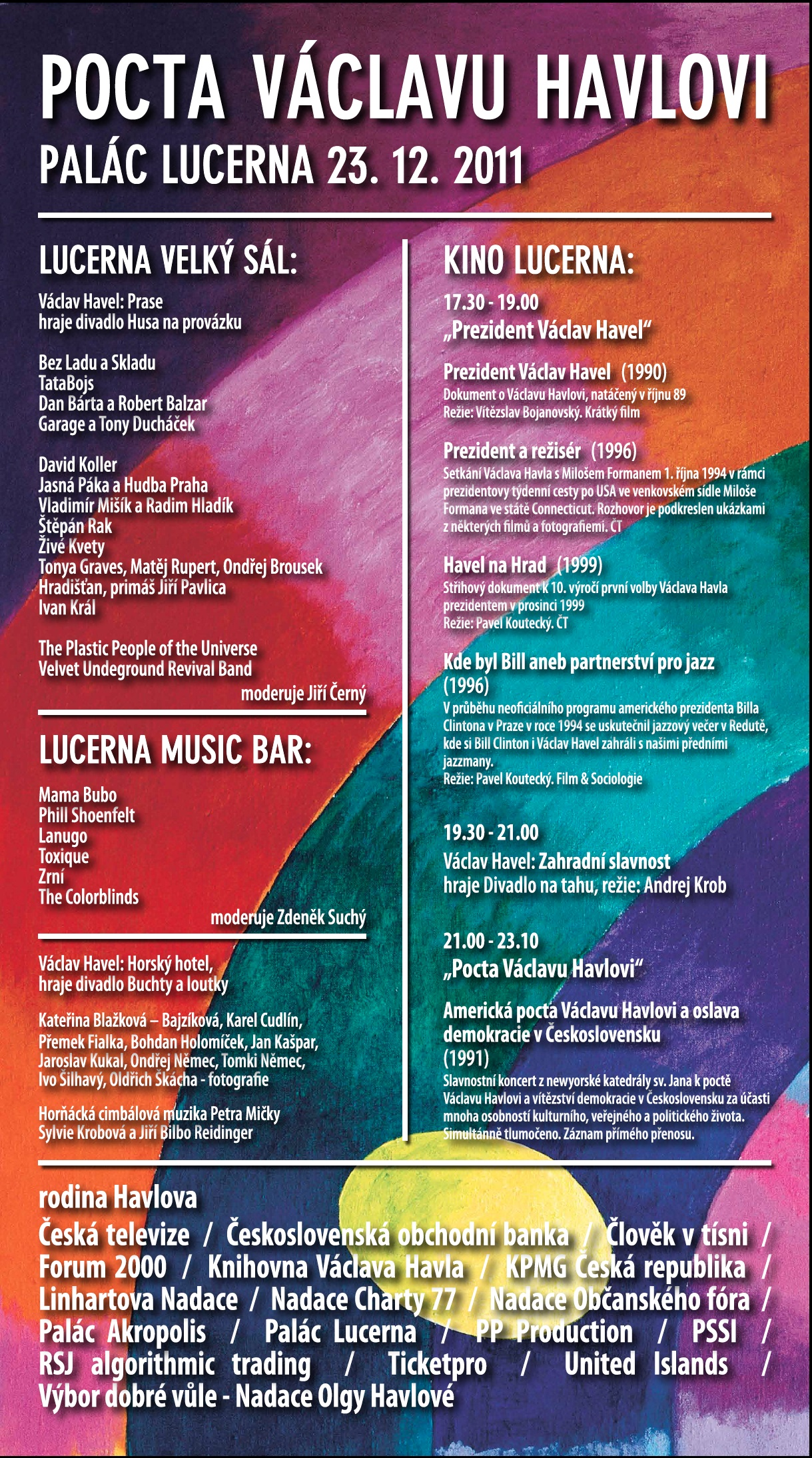
Pocta Václavu Havlovi - plakát

Pocta Václavu Havlovi byla multikulturní akce (koncerty, výstavy, divadlo, filmy) na počest zesnulého prezidenta Václava Havla, která proběhla v pátek 23. prosince 2011 v Paláci Lucerna v Praze. Koncert ve velkém sále provázel Jiří Černý. Akce se konala večer v den pohřbu Václava Havla. Koncert v hlavním sále byl zahájen v 17:30 divadlem Husa na provázku. Krátce vystoupila i americká zpěvačka Suzanne Vega, která bez hudebního doprovodu zazpívala píseň „Tom's Diner“. Speciální skladbu pro tuto příležitost napsal Ivan Král, český hudebník žijící v USA, který vystoupil s Davidem Kollerem a později s Janem Ponocným. Koncert ukončila skupina The Velvet Underground Revival Band.

## Hlavní organizátoři akce
- David Gaydečka (manažer Joe's Garage)
- Vladimír Hanzel (bývalý tajemník prezidenta Václava Havla)
- Jakub Mejdřický (PP Production)
- Lubomír Schmidtmayer (ředitel Paláce Akropolis)
- Jindra Zemanová (Meet Factory)

## Program

### Velký sál Lucerny
Moderátor: Jiří Černý
- 17:30: Bez ladu a skladu
- 18:30: Tata Bojs
- 18:50: Dan Bárta a Robert Balzar
- 19:00: Tony Ducháček & Garage
- 19:45: David Koller
- 20:10: Jasná Páka a Hudba Praha
- 20:40: Radim Hladík a Vladimír Mišík
- 20:50: Štěpán Rak
- 20:55: Živé kvety
- 21:15: Tonya Graves, Matěj Ruppert a Ondřej Brousek
- 21:35: Hradišťan
- 21:45: Suzanne Vega
- 21:50: Ivan Král a Jan Ponocný
- 22:30: The Plastic People of the Universe[1]
- 23:10: The Velvet Underground Revival Band[2]

### Lucerna Music Bar
Moderátor: Zdeněk Suchý
- 18:00: Mama Bubo
- 18:40: Phil Shoenfelt & Southern Cross
- 19:30: Lanugo
- 20:30: Toxique
- 21:35: Zrní
- 22:35: The Colorblinds

### Kino Lucerna
Dokumentární filmy:
- Prezident Václav Havel (režie V. Bojanovský, 1990)
- Prezident a režisér (1996)
- Havel na Hrad (režie P. Koutecký, 1998)
- Kde byl Bill aneb Partnerství pro jazz (režie P. Koutecký, 1994)
- Americká pocta Václavu Havlovi, St. John the Divine, New York (režie Caroline Stoessinger, 1990)

Divadelní představení: 

- Václav Havel: Zahradní slavnost - Divadlo na tahu, režie Andrej Krob

### Kavárna kina Lucerna
Fotografie Václava Havla

Kurátorka: Kateřina Blažková-Bajzíková

Autoři:
- Karel Cudlín
- Miloš Fikejz
- Jiří Jírů
- Bohdan Holomíček
- Jaroslav Kukal
- Tomki Němec
- Oldřich Škácha